# Arísties
Arísties (en grec antic: Ἀριστίας; en llatí: Aristias) fou un poeta dramàtic grec, fill de Pràtines.
Pausànies diu que va veure la seva tomba a Fliünt i que va escriure drames satírics només superats pels d'Èsquil. A la vida de Sòfocles apareix com un dels poetes amb els quals Sòcrates va competir. Entre els seus drames satírics cal esmentar el Keres i els Ciclops. Arísties va escriure també les tragèdies Anteu, Orfeu i Atalant, segons Ateneu de Nàucratis.